# Pays de Galles aux Jeux du Commonwealth
 (avril 2018).
Le pays de Galles a participé à toutes les éditions des Jeux du Commonwealth depuis les premiers Jeux en 1930 au Canada. Le pays a également été l'hôte des Jeux de 1958, à Cardiff. Les Gallois se sont notamment illustrés en haltérophilie (dix-huit médailles d'or, dont la moitié remportées par David Morgan).
Le pays de Galles n'est pas un État souverain, mais une nation constitutive du Royaume-Uni. Néanmoins, chacune des quatre nations constitutives (Angleterre, Écosse, pays de Galles et Irlande du Nord) envoie sa propre délégation d'athlètes aux Jeux du Commonwealth. À l'inverse des Jeux olympiques, il n'y a donc pas de délégation britannique unifiée à ces Jeux. Les athlètes gallois concourent sous le drapeau gallois, et leurs médailles d'or sont décernées au son de l'hymne national gallois, Hen Wlad fy Nhadau.

## Médailles
Résultats par Jeux :
| Année | Médaille d'or | Médaille d'argent | Médaille de bronze | Total | Rang |
| ----- | ------------- | ----------------- | ------------------ | ----- | ---- |
| 1930  | 0             | 2                 | 1                  | 3     | 7e   |
| 1934  | 0             | 3                 | 3                  | 6     | 8e   |
| 1938  | 2             | 2                 | 0                  | 4     | 6e   |
| 1950  | 0             | 1                 | 0                  | 1     | 10e  |
| 1954  | 1             | 1                 | 5                  | 7     | 13e  |
| 1958  | 1             | 3                 | 7                  | 11    | 11e  |
| 1962  | 0             | 2                 | 4                  | 6     | 13e  |
| 1966  | 3             | 2                 | 2                  | 7     | 11e  |
| 1970  | 2             | 6                 | 4                  | 12    | 12e  |
| 1974  | 1             | 5                 | 4                  | 10    | 12e  |
| 1978  | 2             | 1                 | 5                  | 8     | 9e   |
| 1982  | 4             | 4                 | 1                  | 9     | 8e   |
| 1986  | 6             | 5                 | 12                 | 23    | 5e   |
| 1990  | 10            | 3                 | 12                 | 25    | 6e   |
| 1994  | 5             | 8                 | 6                  | 19    | 9e   |
| 1998  | 3             | 4                 | 8                  | 15    | 10e  |
| 2002  | 6             | 13                | 12                 | 31    | 9e   |
| 2006  | 3             | 5                 | 11                 | 19    | 13e  |
| 2010  | 3             | 6                 | 10                 | 19    | 15e  |
| 2014  | 5             | 11                | 20                 | 36    | 13e  |
| Total | 57            | 87                | 127                | 271   | 10e  |

Athlètes ayant remporté au moins trois médailles d'or aux Jeux :
| Nom           | Médailles d'or | Jeux                         | Discipline    | Épreuves                 |
| ------------- | -------------- | ---------------------------- | ------------- | ------------------------ |
| David Morgan  | neuf           | 1982, 1986, 1990, 1994, 2002 | Haltérophilie |                          |
| Andrew Davies | trois          | 1990                         | Haltérophilie |                          |
| Kirsty Wade   | trois          | 1982, 1986                   | Athlétisme    | 800 mètres, 1 500 mètres |